# الحجز
قرية الحجز هي إحدى القرى التابعة لمركز البلينا بمحافظة سوهاج في جمهورية مصر العربية. حسب إحصاءات سنة 2006، بلغ إجمالي السكان في الحجز 7548 نسمة، منهم 3542 رجلا و4006 امرأة.